# هنگام روی برگرداندن
«هنگام روی برگرداندن» (به انگلیسی: On the Turning Away)، دومین تک آهنگی است که در سال ۱۹۸۷ توسط گروه پینک فلوید برای آلبوم لغزش آنی در عقل منتشر شد و در صدر آهنگ‌های راک بیلبورد تا اوایل سال ۱۹۸۸ قرار داشت و در مکان ۵۵ام تک‌آهنگهای سال بریتانیا قرار گرفت. این آهنگ در آلبوم زنده صدای دلچسب رعد هم قرار دارد.

## مشارکت کنندگان این آهنگ
- دیوید گیلمور – خواننده، گیتار
- ریچارد رایت – سینث‌سایزر،همخوان
- نیک میسن – پرکاشن

همراه با:
- تونی لوین-بیس گیتار
- جیم کلتنر-درام
- جان کرین-سینت‌سایزر